# Exégèse biblique

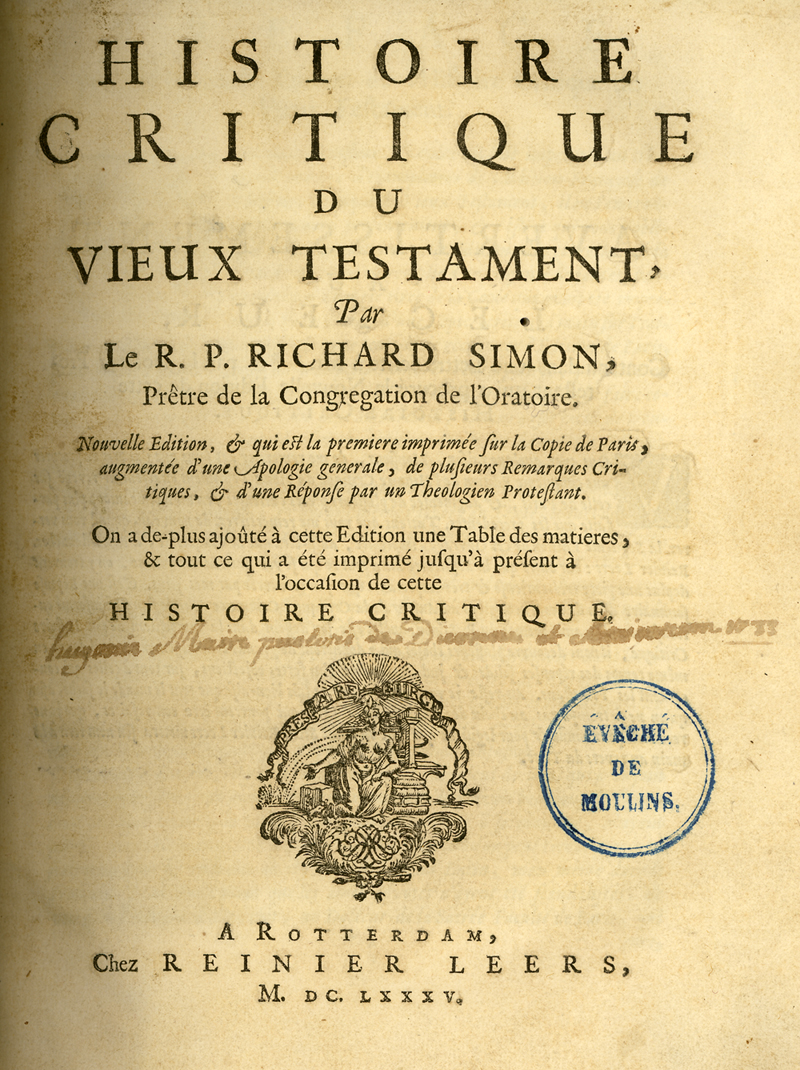
Page de titre de l'ouvrage de Richard Simon, Histoire critique du Vieux Testament (1685), point de départ de l'exégèse historico-critique de la Bible.

Pour une étude plus détaillée de l'exégèse contemporaine, voir l'article Exégèse historico-critique de la Bible.
L'exégèse biblique (exégesis en grec : « mener hors de ») est une étude approfondie et critique d'un texte, appliquée à la Bible.

## Judaïsme

### Judaïsme rabbinique
Des commentateurs rabbiniques, sont connus comme mefarshim (« commentateurs » en hébreu). Il existe plusieurs domaines d’exégèse juive orthodoxe :
- Le Targoum est une traduction de la paracha en araméen, justifiée par divers commentaires. Il était d’usage courant dans les synagogues de Galilée au Ier siècle. Rien de semblable dans le judaïsme alexandrin, car le commentaire était intégré dans le texte[1].
- Le Midrash est un terme générique désignant tous les débats, commentaires, explications, et occasionnellement recherches sur les textes de la Bible hébraïque. Dans le sens générique, c’est un genre littéraire, celui du récit homilétique. Il explique et commente plus qu’il ne recherche des sources. Les paragraphes liés à la loi, font objet d’exposé comme de cas d’application.
- La Halakha est un exposé de la loi écrite.
- La Haggadah commente les récits non liés à la loi, et produit elle-même de nouveaux apologues.
- Le Mikra est l’étude rationnelle des prophètes et de l’hagiographie.
- La Massora se rapproche de la critique textuelle en s’intéressant exclusivement à la syntaxe, à la qualité de la copie et aux sources.
- La Guemara, la seconde des deux grandes parties du Talmud, contient le commentaire de la première grande partie, la Michna, ou recueil de l’ensemble des lois divines telle que recensée par le judaïsme rabbinique.

Le Talmud, qui regroupe la Michna (les lois) et la Guemara (commentaires exégétiques) fait lui-même l’objet d’études et d’analyses, c’est-à-dire d’exégèse. L’exégèse juive ne s’arrête donc pas avec la rédaction du Talmud, mais continue pendant le Moyen Âge et la Renaissance.

### Les quatre sens
Au côté des domaines de l’exégèse biblique existent des méthodes d’herméneutique biblique. Dans le judaïsme, on distingue traditionnellement quatre méthodes d’interprétation : Peshat (sens obvie, c’est-à-dire le plus évident), Remez (allusion), Drash (sens indirect) et Sod (sens secret).
Ce quadruple niveau se retrouve dans l'herméneutique chrétienne : lecture littérale (ou historique), allégorique, tropologique, et anagogique.
L'interprétation est d'autant plus difficile que le vocabulaire biblique est truffé de mots polysémiques ou de hapax. La Bible hébraïque comporterait environ 300 000 mots et 2 000 hapax sur 8 000 vocables différents.
La pratique de l’exégèse traditionnelle ou exégèse canonique peut aller de pair avec l’exégèse scientifique. Par exemple, dès le début du XXe siècle, les savants et chercheurs juifs investissent les sociétés bibliques.

## Christianisme

### Alexandrie et Antioche
Deux types d'exégèse biblique sont traditionnellement opposés : l'exégèse allégorique (Alexandrie) et l'exégèse littéraliste et typologique (Antioche). Cette distinction, en débat parmi les spécialistes au cours des années 1950, a partie liée avec les discussions doctrinales qui ont entouré la naissance de la Nouvelle Théologie, en particulier sous l'influence d'Henri de Lubac.

### Exégèse patristique et médiévale
L'exégèse traditionnelle trouve son origine chez les Pères de l'Église, dont la plupart ont laissé de nombreux commentaires de l'Écriture, voire des traités d'exégèse, comme le Traité des Principes d'Origène (185-254). Ce dernier expose la théorie des quatre sens de l'Écriture, promise à un immense succès, mais déjà exposée dans l'exégèse juive avec le PaRDeS. Ces quatre sens sont : le sens littéral ou obvie ; le sens allégorique (du grec allos, autre, et agoreuein, dire : l'allégorie en énonçant une chose en dit aussi une autre) ; le sens tropologique ou moral ; enfin, le sens anagogique qui indique ce vers quoi on doit tendre.
Henri de Lubac s.j. commente les fondements de l’exégèse traditionnelle en reprenant les quatre sens de l'Écriture définis par Origène au IIIe siècle :
« On savait depuis longtemps, vers les commencements du XIIe siècle, qu'il y avait des règles traditionnelles qui s'imposaient à tous dans l'interprétation de l'Écriture. On connaissait les sept Règles mystiques formulées jadis par Tyconius, autorisées par saint Augustin, vulgarisées par saint Isidore. On n'ignorait pas que l'Apôtre lui-même avait donné par son exemple une regulam intellegendi allegoricas actiones. Cette règle de l'allegoria n'était d'ailleurs pas la même que celle de l'historia, l'ordo de l'une et de l'autre différait. On reconnaissait donc des leges historiae, une allegoriae consequentia, des rationes anagogicae : toutes expressions qui dataient du temps des Pères. Sans doute, les autres sens admettaient une allure plus libre que l'histoire. Tout en protestant contre les libertés excessives que, selon lui, prenait Eusèbe de Césarée, saint Jérôme, à la suite d'Origène, l'avait dit de l'allégorie et de la tropologie plus encore. Beaucoup le redisaient après lui, d'après lui : la tropologie a devant elle un libre espace… Historia stricta, tropologia libera ».
L'exégèse du Moyen Âge est fortement inspirée de cette exégèse patristique : Bernard de Clairvaux, Thomas d'Aquin s'appuient abondamment sur les Pères de l'Église.

### De la Réforme aux Lumières
Aux alentours du XVIe siècle, certains humanistes puis les Réformateurs développent l'idée de l'exégèse biblique dans le sens d'une recherche tournée vers les sources (textes hébreux, textes grecs).
Avec le XVIIe siècle et la naissance de l'esprit scientifique, la lecture de la Bible change considérablement. On se recentre sur le sens littéral, jugé être le vrai sens des Écritures. Galilée, dans sa Lettre à la grande-duchesse Christine, est parmi ceux qui contestent qu'il faille prendre le texte de la Bible uniquement dans son sens littéral, en ce qui concerne le mouvement de la Terre. Spinoza, en partie inspiré par Descartes, publie en 1670 son Traité théologico-politique qui introduit une idée d'importance : La règle universelle à poser dans l’interprétation de l’Écriture est de ne lui attribuer d’autres enseignements que ceux que l’enquête historique nous aura très clairement montré qu’elle a donnés.
À la suite de Spinoza, d'autres chercheurs comme l'oratorien Richard Simon (1638-1712) et Jean Astruc soulèvent les problèmes que pose la Bible en matière de science et d'histoire notamment. Dans l'Histoire critique du Vieux Testament, Richard Simon introduit la méthode historico-critique pour l'étude du Pentateuque (cinq premiers livres de la Bible). L'ouvrage est cependant condamné en 1678 par Bossuet, puis mis à l'Index. Le 15 avril 1993, la Commission biblique pontificale a reconnu que Richard Simon était le père de l'exégèse moderne.

### LeXIXesiècleet le modernisme
À la fin du XIXe siècle, des personnalités comme Ernest Renan et des exégètes dont la figure de proue est Alfred Loisy remettent en question l'exégèse traditionnelle catholique, qui à cette époque pense encore pouvoir tirer de la Bible un enseignement scientifique, par exemple sur l'origine du monde. Ces novateurs sont qualifiés de « modernistes » par l'Église catholique. Léon XIII promulgue une première encyclique sur l’étude des textes bibliques, Providentissimus Deus (1893). Le pape y précise que l’enseignement de la Bible concerne essentiellement les vérités et les moyens nécessaires au salut, ce qui est déjà une façon de dire que la Bible ne prétend rien affirmer sur le plan scientifique.
Cependant, comme le montre l’ouvrage de François Laplanche, La Crise de l’origine, les catholiques ont du mal à quitter l’apologétique pour aborder les sciences religieuses. Au début du XXe siècle, sur les plans de l'histoire et de l'exégèse biblique le décret Lamentabili et l'encyclique Pascendi de Pie X combattent la revendication d'indépendance des sciences religieuses à l'égard du magistère ecclésiastique.

### LeXXesiècle: retour de l'exégèse biblique
Mais les catholiques ne renoncent pas pour autant à l'exégèse. Parmi les centres catholiques de l’exégèse biblique, le plus connu est l’École biblique et archéologique française de Jérusalem fondée en 1890 avec Marie-Joseph Lagrange o.p. avec pour principale motivation « qu’on ne pouvait laisser l’exégèse aux protestants ». L’EBJ jouit maintenant d’un statut de centre de recherche et est en partie financée par l’État. La condamnation de Loisy a notamment permis, en France, à l’exégèse biblique d'entrer dans les universités laïques. Ainsi l'École pratique des hautes études mène-t-elle des recherches en exégèse biblique et sur l’histoire de la Septante ou de la Bible hébraïque.
L'encyclique Providentissimus Deus du pape Léon XIII avait ouvert la porte à la recherche selon les méthodes historico-critique mais cette intervention du pape Léon XIII cherchait aussi à protéger l’interprétation catholique de la Bible des attaques du rationalisme, sans se réfugier seulement dans un sens spirituel détaché de l’Histoire. Le pape Pie XII, à l’inverse, se trouvait face aux attaques des partisans d’une exégèse soi-disant mystique qui refusait toute approche scientifique. En 1943, l'encyclique Divino Afflante Spiritu de Pie XII marqua un tournant : le pape encouragea explicitement les méthodes scientifiques.
Dans le courant néo-évangélique, la théologie évangélique modérée a fait son apparition dans les années 1940 aux États-Unis. L’étude de la Bible est accompagnée de certaines disciplines comme l’herméneutique biblique et l’exégèse biblique,. Des théologiens modérés sont devenus davantage présents dans les instituts de théologie évangélique et des prises de positions théologiques plus modérées ont été adoptées dans les églises évangéliques,.
La création de l'ACEBAC en 1943 au Canada et de l'ACFEB en 1967 en France a aidé au travail exégétique des chercheurs catholiques. Ils reprennent le travail, n’ayant pu maintenir d’expertise dans la période qui va de l’instauration du serment antimoderniste jusqu’au milieu du concile Vatican II que dans le domaine des langues anciennes, dont les Bollandistes sont devenus et demeurent des experts.
Pendant le concile Vatican II, la Commission biblique pontificale fait paraître une Instruction sur la vérité historique des évangiles (21 avril 1964) qui est saluée comme un guide de travail pour les exégètes catholiques. L'Église catholique consacrera, dans sa constitution Dei Verbum de 1965, l'utilisation de la méthode historico-critique.
Dans son ouvrage Jésus de Nazareth (Flammarion, 2007), Joseph Ratzinger (Benoît XVI) estime que les progrès réalisés par l’approche historico-critique ont creusé un fossé de plus en plus profond entre le « Jésus historique » et le « Christ de la foi » ; il propose de dépasser cette approche et d’appliquer de nouveaux critères méthodologiques afin d'aboutir à une « interprétation théologique » de la Bible, tout en affirmant ne pas s'opposer à l'exégèse moderne. L'ouvrage suscite les réserves « de plusieurs biblistes chevronnés face aux simplifications apologétiques de l'histoire » ainsi qu'une réponse de l'historien Gerd Lüdemann, qui estime qu'au XXIe siècle on peut lire la Bible en dehors des interprétations doctrinales.

### La critique textuelle

#### L'établissement du texte
La critique textuelle fait appel à la paléographie et à l'épigraphie. Elle est une branche de la philologie qui examine les copies existantes des manuscrits d'une œuvre littéraire antique ou médiévale pour produire un texte aussi proche que possible de l'original. Cet original théorique s’appelle l’urtext, les biblistes du XIXe siècle pensant pouvoir retrouver ce texte de référence mais il n'existe probablement pas. Il a en effet subi de nombreuses réécritures à toutes ses étapes rédactionnelles avant le début de sa transmission textuelle et les rouleaux ne se conservaient qu'une cinquantaine d'années en milieu humide, restant fragiles en milieu sec.
Avant l'invention de l'imprimerie, les œuvres littéraires étaient copiées à la main. À chaque copie d'un manuscrit, des erreurs pouvaient être introduites par le copiste humain. La difficulté dans la critique textuelle vient de la difficulté à distinguer pour chaque « leçon » (lecture différente) la variante de l'originale voire de la fautive. La tâche du critique textuel consiste donc à répertorier les variantes et à établir un « texte critique » tel qu'il représente l'original en expliquant au mieux l'état de tous les témoins existants.

#### Critique textuelle du Nouveau Testament
Le Nouveau Testament s'est transmis à partir de nombreux manuscrits (environ 5 000 grecs et 10 000 latins), plus que n'importe quelle autre œuvre antique. Le nombre énorme de témoins présente des difficultés uniques, principalement en rendant la stemmatique impraticable quoique l'informatique commence d'offrir des solutions. En conséquence, les critiques textuels du Nouveau Testament ont adopté l'éclectisme après avoir recollé des témoins dans trois groupes principaux, les textes-types.
- Le texte-type alexandrin constitue un groupe primitif dont les textes sont bien considérés ; parmi ces textes, le Codex Vaticanus et le Codex Sinaiticus.
- Le texte-type occidental est également très ancien, mais ses témoins sont plus enclins à la paraphrase et à d'autres corruptions.
- Le texte-type byzantin forme la grande majorité des manuscrits, particulièrement après le Ve siècle.

Après Westcott et Hort, les critiques textuels du Nouveau Testament ont conclu que le texte-type byzantin est tardif, basé sur l'alexandrin et les textes-types occidentaux. Parmi les autres types, l'alexandrin est considéré plus pur que l'occidental. Ainsi la pratique de la critique textuelle du Nouveau Testament doit suivre la lecture des textes alexandrins à moins que ceux de l'occidental soient nettement supérieures.
Le plus ancien papyrus, fragment de codex retrouvé à Oxyrhynque en Égypte, qui comporte une partie du texte de l'Évangile selon Jean, est le papyrus Ryland 457, daté de l'an 125.

### L'exégèse historico-critique
L'exégèse historico-critique contemporaine est d’origine allemande et s’enracine dans le milieu du XIXe siècle. Depuis plus de 100 ans, elle se développe dans les universités protestantes allemandes telles que Tübingen et aux États-Unis, dans les Divinity Schools (Chicago, Harvard et Yale sont devenues célèbres). De même, les universités de Genève et Lausanne ont acquis une notoriété certaine.
Elle s’attache à l’étude critique des textes bibliques, à leur genre littéraire précis (textes narratifs, légaux, poétiques, parénétiques ou sapientiels, textes prophétiques, histoires légendaires — récits ethnologiques et étiologiques —, listes d'itinéraires et de généalogies, discours et dialogues) et à leur forme littéraire (textes de type législatif, juridique ou cultuel), en revenant à la source (texte en hébreu ou en grec ancien).
Les méthodes de traduction, la syntaxe et la grammaire jouent donc un rôle important. L’étude du contexte historique de la rédaction des textes est également capitale.

#### Critique de sources
En fonction des motifs du récit, la critique de sources détermine les emprunts divers à des littératures voisines. Elle détermine le milieu de production du texte qui est souvent celui du ou des auteurs. Un bon exemple de ce genre d'étude est l'hypothèse d'une source Q dans les évangiles synoptiques.

#### Critique des formes
La critique des formes (Formgeschichte) est une Untermethode de l’exégèse qui examine le texte en regard de sa catégorie littéraire.
Pour un texte à contenu historique mettant en jeu deux peuples, elle examine ce que disent les chroniques des autres peuples concernant le même événement. Par exemple, le massacre des Innocents est relaté par l’évangile selon Matthieu en faisant référence à un autre massacre d’enfants, celui des nouveau-nés mâles des fils d’Israël par Pharaon rapporté dans l’Ancien Testament (Exode 1,16). Le récit de Matthieu est parallèle à celui de la naissance de Moïse dans l'Ancien Testament, dans un effort allégorique pour montrer que Jésus est le nouveau Moïse. Les importantes similitudes entre ces deux récits ont amené certains théologiens, André Gounelle en particulier, à considérer que « le parallélisme est trop massif pour n'avoir pas été forgé sinon de toutes pièces, du moins dans une large mesure ». Une partie de la critique estime donc que cet événement n'a aucune assise historique. Le procédé littéraire utilisé ici est courant à l'époque et se retrouve dans nombre d'autres passages des évangiles.

#### Critique de la rédaction
La Redaktionsgeschichte, ou critique de la rédaction, s'attache à examiner le travail du ou des rédacteurs bibliques, considérés comme des « éditeurs » de matériels narratifs antérieurs. Cette méthode exégétique s'est développée en parallèle avec la Formgeschichte.

### L'exégèse narrative ou rhétorique
Elle considère le texte dans sa structure narrative ou rhétorique tel qu’il nous est parvenu et en dégage les lignes de force. Le contexte dont il faut tenir compte étant celui dans lequel le texte est né, cette lecture prend aussi le texte tel qu’il est canonisé et tâche d’en dégager l’herméneutique par la méthode « la Bible s’explique par la Bible ». La plupart du temps, elle mène par là à l'exégèse canonique.
La seconde moitié du XXe siècle a vu se développer l'analyse de la rhétorique sémitique parmi les exégètes catholiques à la suite de Marcel Jousse : entre autres Albert Vanhoye, Paul Beauchamp et Roland Meynet. Depuis 2008 ce domaine exégétique rassemble plusieurs associations de chercheurs. Le thème central est que la rhétorique biblique et sémitique (RBS) se caractérise par plusieurs constantes, en particulier des textes construits selon le principe de la symétrie, sous forme de parallélismes, d'effets miroir ou encore de chiasmes.
Raymond E. Brown, dans Croire en la Bible à l’heure de l’exégèse, répond aux traditionnelles objections formulées contre la théologie et l’exégèse, qui inciteraient à perdre la foi selon leurs détracteurs. Les biblistes mettraient-ils la foi en péril ? Seraient-ils des ennemis de l’Église catholique ou de toute Église établie ? L’auteur entend en finir avec les soupçons émis par les fondamentalistes. En lien avec la constitution Dei Verbum du concile Vatican II, Brown développe sa réflexion en insistant sur le travail des auteurs des Écritures, et sur le sens que pouvaient prendre pour eux ces textes, sens parfois différent de celui que lui attribue un lecteur contemporain : « Il n’est pas mauvais que s’établisse une relation de tension entre ce que voulait dire l’Écriture pour ses auteurs et ce qu’elle en est venue à vouloir dire aujourd’hui dans l’Église » (entendre catholique).
De son côté, l’évêque épiscopalien John Shelby Spong tente de poursuivre une forme d’exégèse issue de l’histoire des formes en mettant l’accent sur le rôle du Midrash dans l’écriture de la Bible.

#### Généralités
- André Gounelle, « Où trouver la vérité d'un texte biblique ? », Évangile et Liberté, 2001
- André Gounelle, « Herméneutique »
- Pierre de Martin de Viviés, Introbible : Une introduction à la Bible
- Roland Meynet, « L'analyse rhétorique, une nouvelle méthode pour comprendre la Bible »[PDF], 2008
- André Paul, « Bible : L'étude de la Bible », Encyclopædia Universalis

#### Exégèse juive
- Journal of Hebrew Scriptures
- Rabbi Akiba's Crowns: Postmodern Discourse and the Cost of Rabbinic Reading, Daniel Boyarin, recension dans Judaism, septembre 2000

#### Exégèse chrétienne
- Pierre Thomas Camelot, « L'école d'Antioche », Encyclopædia Universalis
- Commission biblique pontificale,, « L'interprétation de la Bible dans l'Église »,  23 avril 1993
- Jean-Noël Guinot, « La frontière entre allégorie et typologie. École alexandrine, école antiochienne », Recherches de science religieuse, 2011/2 (tome 99), p. 207-228
- Robert Hurley, Le genre « évangile » en fonction des effets produits par la mise en intrigue de Jésus, Laval théologique et philosophique, volume 58, numéro 2, juin 2002 - La théologie dans le champ littéraire
- Annie Jaubert, « L'exégèse allégorique (Philon d'Alexandrie) », Encyclopædia Universalis
- Daniel Marguerat, L’Évangile exploré (contribution), CERF ; Les Paraboles évangéliques (collaboration) CERF ; Introduction au Nouveau Testament (direction), Genève, Labor et Fides, 2000
- Valérie Nicolet-Anderson, "Perspectives postcoloniales en exégèse biblique"
- Charles Perrot, L'Exégèse aujourd'hui, conférence, 2005.